# Ticks
Pour plus de détails, voir Fiche technique et Distribution.
Ticks est un film américain réalisé par Tony Randel, sorti en 1993.

## Synopsis
Un groupe d'adolescents part à la campagne et découvre un labo de stéroides anabolisants installé dans une vieille cabane. Lorsque les ados brisent par accident un des récipients, son contenu se déverse sur un nid de tiques. Celles-ci voient leur taille et leur force augmenter.

## Fiche technique
- Titre : Ticks
- Autre titre : Infested
- Réalisation : Tony Randel
- Scénario : Brent V. Friedman
- Musique : Daniel Licht et Christopher L. Stone
- Photographie : Steve Grass
- Montage : Leslie Rosenthal
- Décors : Anthony Tremblay
- Production : Jack F. Murphy et Brian Yuzna (producteur délégué)
- Société de production : Republic Pictures
- Société de distribution : Metropolitan Filmexport (France)
- Pays d'origine : États-Unis
- Format : Couleurs - 1,85:1 - Dolby Digital - 35 mm
- Genre : Horreur et science-fiction
- Durée : 85 minutes
- Dates de sortie : 1993 (États-Unis), 10 août 1994 (France)
- -12

## Distribution
- Rosalind Allen : Holly Lambert
- Ami Dolenz : Dee Dee Davenport
- Seth Green : Tyler Burns
- Virginya Keehne : Melissa Danson
- Ray Oriel : Rome Hernandez
- Alfonso Ribeiro : Darrel 'Panic' Lumley
- Peter Scolari : Charles Danson
- Dina Dayrit : Kelly Mishimoto
- Michael Medeiros : Jerry
- Barry Lynch : Sir
- Clint Howard : Jarvis Tanner
- Rance Howard : le shérif Parker
- Timothy Landfield : Mr. Burns
- Judy Jean Berns : Dr Kates
- J.D. Stone : Tyler enfant

## Autour du film
- Le tournage s'est déroulé à Los Angeles, ainsi que dans la Forêt nationale de San Bernardino.